# Ángel Guirado
Ángel Nieves Aldeguer Guirado (ur. 9 grudnia 1984 w Maladze) – hiszpański piłkarz filipińskiego pochodzenia grający na pozycji napastnika.
W 2022 zakończył karierę piłkarską.

## Kariera juniorska
Guirado grał jako junior w Málaga CF, El Palo FC (do 2002) i CE Mataró (2002–2003).

## Kariera seniorska

### Europejskie kluby
W 2003 Guirado grał w CE Mataró i CE Manresa. W latach 2004–2005 grał w rezerwach Córdoba CF. W latach 2005–2006 występował w pierwszej drużynie tego klubu. W niej wystąpił 17 razy, nie zdobył żadnej bramki. 1 stycznia 2006 został wypożyczony do rezerw Atlético Madryt. Rozegrał dla nich 16 meczów i strzelił 9 goli. 1 lipca 2006 przeszedł do Deportivo La Coruña, nie wystąpił u nich jednak w żadnym meczu. 1 sierpnia 2006 został wypożyczony do UD Vecindario (2 mecze, bez goli), a 1 stycznia 2007 do CD Lugo (16 meczów, bez goli). 1 lipca 2007 trafił do rezerw Levante UD. W ich barwach wystąpił 33 razy i zdobył jedną bramkę. 1 stycznia 2009 przeszedł do SCR Peña Deportiva. Rozegrał dla nich 16 meczów, nie strzelił żadnego gola. 1 stycznia 2010 przeniósł się do CD Estepona FS, w barwach której wystąpił 16 razy i zdobył dwie bramki. Później grał w El Palo FC, dla którego rozegrał 5 meczów. W październiku 2010 został zawodnikiem CD Ronda. Rozegrał dla nich 24 mecze i strzelił 4 gole. 1 marca 2013 przeszedł do CD Olímpic de Xàtiva, w barwach którego wystąpił 7 razy i zdobył dwie bramki. 14 sierpnia 2015 przeniósł się do UMF Grindavík. Rozegrał dla nich 7 meczów i strzelił 5 goli. 8 października 2015 trafił do UD San Pedro. W ich barwach wystąpił 10 razy i zdobył 5 bramek. 27 września 2016 został zawodnikiem Lincoln Red Imps F.C.. Rozegrał dla nich 10 meczów i strzelił 3 gole. 13 stycznia 2017 przeszedł do AC Palazzolo. 1 lipca 2017 przeniósł się do St Joseph’s F.C., rozegrał dla nich 2 mecze w kwalifikacjach do Ligi Europy. 1 lutego 2020 wrócił do nich, tym razem zdobywając 5 bramek w trzynastu występach. 1 lipca 2021 trafił do Alhaurín de la Torre CF. Rozegrał dla nich 15 meczów, nie strzelił żadnego gola. 

### Azjatyckie kluby
13 sierpnia 2011 przeszedł do filipińskiego Global FC. 17 sierpnia 2012 przeniósł się do indyjskiego Salgaocar FC. W ich barwach wystąpił 5 razy i zdobył dwie bramki. W latach 2013–2014 ponownie reprezentował barwy Global FC. 17 stycznia 2015 trafił do tajskiego Udon Thani FC, dla którego rozegrał 5 meczów i strzelił jednego gola. W 2016 wrócił do nich, tym razem wystąpił dla nich trzykrotnie, zdobył dwie bramki. 9 września 2017 został piłkarzem Davao Aguilas FC. 14 maja 2018 przeszedł do Negeri Sembilan FC. Rozegrał dla nich 12 meczów i strzelił 2 gole. 19 lipca 2019 przeniósł się do Chonburi FC. W ich barwach wystąpił 5 razy i zdobył dwie bramki.

## Kariera reprezentacyjna

### Filipiny
Guirado zadebiutował w reprezentacji Filipin 21 marca 2011 w meczu z Mjanmą (1:1). Pierwsze dwie bramki zdobył 25 marca 2011 w wygranym 3:0 spotkaniu przeciwko Bangladeszowi.

### Bramki w reprezentacji
| Lp. | Data              | Miejsce                              | Przeciwnik     | Bramka | Rezultat | Ranga meczu                   |
| --- | ----------------- | ------------------------------------ | -------------- | ------ | -------- | ----------------------------- |
| 1.  | 25 marca 2011     | Stadion im. Aunga Sana, Rangun       | Bangladesz     | 2:0    | 3:0      | kw. do AFC Challenge Cup 2012 |
| 2.  | 25 marca 2011     | Stadion im. Aunga Sana, Rangun       | Bangladesz     | 3:0    | 3:0      | kw. do AFC Challenge Cup 2012 |
| 3.  | 3 lipca 2011      | Rizal Memorial Stadium, Manila       | Sri Lanka      | 3:0    | 4:0      | el. do MŚ 2014                |
| 4.  | 13 marca 2012     | Stadion Halchowk, Katmandu           | Tadżykistan    | 2:1    | 2:1      | AFC Challenge Cup 2012        |
| 5.  | 19 marca 2012     | Stadion Dasarath Rangasala, Katmandu | Palestyna      | 3:1    | 4:3      | AFC Challenge Cup 2012        |
| 6.  | 12 czerwca 2012   | Panaad Stadium, Bacolod              | Guam           | 1:0    | 3:0      | Mecz towarzyski               |
| 7.  | 12 czerwca 2012   | Panaad Stadium, Bacolod              | Guam           | 3:0    | 3:0      | Mecz towarzyski               |
| 8.  | 30 listopada 2012 | Stadion Narodowy, Bangkok            | Mjanma         | 2:0    | 2:0      | Mistrzostwa ASEAN 2012        |
| 9.  | 1 grudnia 2017    | Stadion Miejski, Tajpej              | Laos           | 2:0    | 3:1      | Międzynarodowy Puchar CFTA    |
| 10. | 10 września 2019  | GFA National Training Center, Dededo | Guam           | 1:0    | 4:1      | el. do MŚ 2022                |
| 11. | 11 czerwca 2021   | Malab asz-Szarika, Szardża           | Guam           | 1:0    | 3:0      | el. do MŚ 2022                |
| 12. | 15 czerwca 2021   | Malab asz-Szarika, Szardża           | Malediwy       | 1:0    | 1:1      | el. do MŚ 2022                |
| 13. | 11 grudnia 2021   | Stadion Narodowy, Kallang            | Timor Wschodni | 3:0    | 7:0      | Mistrzostwa ASEAN 2020        |